# William George Ward

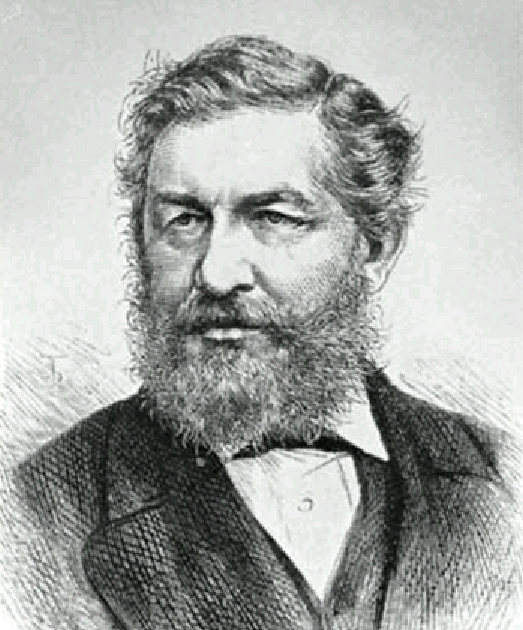

William George Ward, född den 21 mars 1812 i London, död där den 6 juli 1882, var en engelsk romersk-katolsk teolog, far till Wilfrid Philip Ward (som blev hans biograf).
Ward växte upp i ett anglikanskt hem, kom 1830 till Christ Church College i Oxford, nödgades av ekonomiska svårigheter anta en lärarbefattning i Lincoln College. Han präglades till hela sitt väsen av en stark, men ensidig matematisk begåvning. Bestämmande för hans liv blev när han 1834 blev fellow vid Balliol College och kom under inflytande av Oxfordrörelsen. 
Här representerade han ytterlighetsriktningen och bekämpade all moderation, alla former av protestantism, även i anglikanska kyrkan, där han dock prästvigdes 1840. Han hade 1839 blivit utgivare av traktarianernas organ "British Critic" och skrämde dessa själva genom sina våldsamma angrepp på engelska kyrkan. 
I Ideal of a Christian Church (1844) proklamerade han öppet, att engelska kyrkan borde underkasta sig Rom; och när stormen över den 90:e traktaten gick fram, lämnade han i september 1845 engelska kyrkan för den romerska, följd av bland andra Newman. Han ägnade sig som katolik åt filosofiskt författarskap.
Han gifte sig och blev professor 1851 i moralfilosofi vid St. Edmund's College, Ware, och 1852 i dogmatik. Han var fanatisk motståndare till all liberal katolicism och arbetade ivrigt för ofelbarhetsdogmen 1870. Hans organ var "Dublin Review", vars utgivare han blev 1868.